# Czesław Królikowski
Czesław Królikowski (ur. 8 stycznia 1926 w Jarocinie) – polski elektrotechnik, profesor nauk technicznych, rektor Politechniki Poznańskiej w latach 1982–1983, specjalizujący się w elektroenergetycznych urządzeniach rozdzielczych, technice łączenia obwodów elektroenergetycznych, podsekretarz stanu w Ministerstwie Nauki, Szkolnictwa Wyższego i Techniki w latach 1983-1987 oraz w Ministerstwie Edukacji Narodowej w latach 1987-1989.

## Życiorys

### Wykształcenie i praca naukowa
Podczas II wojny światowej podjął pracę zarobkową. Po zakończeniu wojny, ponownie podjął naukę w szkole średniej, zdając maturę w Liceum Elektrycznym w Jarocinie w 1950. W latach 1950–1954 studiował na Wydziale Elektrycznym Szkoły Inżynierskiej w Poznaniu, gdzie uzyskał dyplom inżyniera elektryka, a trzy lata później w 1957 ukończył studia magisterskie na Politechnice Poznańskiej. W latach 1951–1961 pracował jako nauczyciel w Technikum Energetycznym w Poznaniu. Jednocześnie od 1954 pracował w Szkole Inżynierskiej, a od 1955 w Politechnice Poznańskiej. W tej uczelni przeszedł wszystkie stopnie i stanowiska pracownika naukowo-dydaktycznego – od asystenta do profesora. Stopień naukowy doktora nauk technicznych uzyskał w 1964 na Akademii Górniczo-Hutniczej w Krakowie. Habilitował się na Politechnice Łódzkiej w 1968. W 1978 Rada Państwa nadała mu stopień profesora zwyczajnego.
W latach 1968–1969 był pełnomocnikiem rektora ds. studiów dla pracujących Politechniki Poznańskiej, następnie w latach 1969–1981 był prorektorem i I zastępcą rektora, a w latach 1982–1983 został rektorem Politechniki Poznańskiej. W latach 1986–1989 był członkiem Ogólnopolskiego Komitetu Grunwaldzkiego.
Był jednym z inicjatorów powołania w Lesznie Państwowej Wyższej Szkoły Zawodowej. W latach 1999–2008 był jej prorektorem ds. nauki i rozwoju. W 2008 został jej rektorem.

### Działalność publiczna
W 1945 wstąpił do Milicji Obywatelskiej. Od 1961 należał do Polskiej Zjednoczonej Partii Robotniczej. Od 1973 do 1978 wchodził w skład Komitetu Uczelnianego PZPR przy Politechnice Poznańskiej. W latach 1973–1982 był członkiem Rady Głównej Nauki, Szkolnictwa Wyższego i Techniki. Od 1983 do 1987 pełnił funkcję podsekretarza stanu w Ministerstwie Nauki, Szkolnictwa Wyższego i Techniki. W okresie 1987–1989 sprawował urząd podsekretarza stanu w Ministerstwie Edukacji Narodowej, a w latach 1989-1991 był dyrektorem generalnym w tym ministerstwie. W 1996 został członkiem Rady ds. Reformy Edukacji przy Ministrze Edukacji Narodowej.

## Nagrody i odznaczenia
- Krzyż Komandorski Orderu Odrodzenia Polski
- Krzyż Kawalerski Orderu Odrodzenia Polski
- Order Republiki Francuskiej
- Honorowy obywatel miasta Leszna – 2014[2]

## Wybrane publikacje
- Technika łączenia obwodów elektroenergetycznych, wyd. PWN, Warszawa 1975.